# Mbandaka
Mbandaka   este un oraș  în  partea de nord-vest a Republicii Democrate Congo, pe fluviul Congo. Este reședința  provinciei  Équateur.